# Edward Everett
Edward Everett (Dorchester, 11 de abril de 1794-Boston, 15 de enero de 1865) fue un político, pastor, educador, diplomático y orador estadounidense. Miembro del partido Whig, se desempeñó como miembro de la Cámara de Representantes, senador, gobernador de Massachusetts, ministro plenipotenciario en el Reino Unido y Secretario de Estado de los Estados Unidos. También enseñó en la Universidad de Harvard, donde fue presidente entre 1846 y 1849.

## Biografía

### Primeros años, familia y educación
Nació en abril de 1794 en Dorchester, Massachusetts (hoy parte de Boston), siendo el cuarto hijo (de ocho) del reverendo Oliver Everett y de Lucy Hill Everett, ambos con raíces coloniales. Su padre había sido pastor de la Iglesia New South, retirándose debido a su mala salud dos años antes del nacimiento de Everett. Murió en 1802, cuando Edward tenía ocho años. Tras ello, su madre se mudó con la familia a Boston. Asistió a escuelas locales y luego recibió educación privada. Asistió a la Boston Latin School en 1805, y luego brevemente a la Academia Phillips Exeter. A la edad de 13 años, ingresó en el Harvard College. En 1811, a los 17 años, se graduó como el mejor alumno de su clase.
Alentado por su pastor, comenzó estudiar para el ministerio. Obtuvo su maestría en 1813, desarrollando durante este tiempo, facilidad para trabajar con la palabra escrita y hablada. A partir de ese año se hizo cargo de una iglesia. A fines de 1814, se le ofreció un puesto como profesor de literatura griega en Harvard, comenzando a dar clases en abril de 1815.
En 1820, Everett fue elegido miembro de la Academia Estadounidense de las Artes y las Ciencias. Ese año se convirtió en editor de North American Review, una revista literaria a la que había contribuido con artículos mientras estudiaba en Europa. Además de la edición, hizo numerosas contribuciones a la revista, llegando durante su gestión a una audiencia nacional. También tuvo un papel clave en la expansión de las colecciones de obras de Harvard en idioma alemán.

### Carrera política

#### Cámara de Representantes
En las elecciones de noviembre de 1824 fue elegido miembro de la Cámara de Representantes. Dejó de dar clases en Harvard, pero continuó asociado a la universidad, uniéndose a la junta de supervisores en 1827. En el Congreso, participó en el comité de asuntos exteriores y en el comité de bibliotecas y edificios públicos, llegando a presidir ambos. Apoyó la agenda del presidente John Quincy Adams en la Cámara. Apoyó la legislación arancelaria que protegía los crecientes intereses industriales de Massachusetts, favoreció la renovación de la carta del Segundo Banco de los Estados Unidos y se opuso a la Ley de Traslado Forzoso de los Indios.
Su acción más controvertida en el Congreso, tuvo lugar en 1826, cuando se debatía una enmienda constitucional para alterar la forma en la que se elegiría al presidente, de modo que el Congreso no tendría que decidir (como lo había hecho en las elecciones de 1824). Levantándose en oposición a la enmienda el 9 de marzo de 1826, pronunció un discurso de tres horas en el que manifestó su oposición a la enmienda de la Constitución, a la vez que también expuso sobre el tema de la esclavitud, señalando que el Nuevo Testamento dice «Los esclavos obedecen a sus amos». La reacción a este discurso fue muy crítica, siendo atacado por amigos y enemigos políticos por su aparente respaldo a la esclavitud.

#### Gobernador de Massachusetts
Se retiró del Congreso en 1835. El partido Antimasónico le ofreció la nominación para gobernador de Massachusetts en 1834; se negó y en las elecciones apoyó a John Davis, del partido Whig. En febrero de 1835, la legislatura estatal eligió a Davis para el Senado de los Estados Unidos. En un acuerdo negociado en parte por Daniel Webster, a Everett le prometieron la nominación Whig para gobernador. Derrotó fácilmente al candidato del Partido Demócrata, Marcus Morton, en noviembre de 1835. Fue reelegido por márgenes cómodos en los tres años siguientes, todos enfrentando a Morton.
Durante su cargo, en 1837 estableció la junta estatal de educación para mejorar la calidad escolar y el establecimiento de escuelas normales para la capacitación de maestros. También autorizó la extensión del sistema ferroviario desde Worcester hacia la línea del estado de Nueva York, y asistió para calmar las tensiones fronterizas entre Maine y la vecina provincia británica (ahora canadiense) de Nuevo Brunswick. Massachusetts estuvo involucrado en esta disputa porque, como parte de la separación de Maine del estado en 1820, el estado mantuvo la propiedad de las tierras públicas en el área en disputa. En 1838, propuso al presidente Martin Van Buren que se estableciera una comisión especial para abordar el problema.

#### Actividad diplomática
Después de dejar la gobernación, viajó a Europa con su familia durante varios meses. Cuando los Whigs, dirigidos por William Henry Harrison, ganaron las elecciones presidenciales de 1840, fue nombrado ministro plenipotenciario en el Reino Unido por recomendación de su amigo Daniel Webster, quien había sido nombrado Secretario de Estado. En el cargo, contribuyó a presionar para lograr el Tratado Webster-Ashburton en 1842. Dejó la embajada en 1845. Sus últimos meses en el cargo estuvieron ocupados con la disputa fronteriza del territorio de Oregón, que finalmente fue resuelta por su sucesor en la embajada, Louis McLane siguiendo las líneas negociadas por Everett.

#### Secretario de Estado
Cuando los Whigs ganaron las elecciones presidenciales de 1848 y regresaron al poder en 1849, Everett regresó a la política. Se desempeñó como asistente de Daniel Webster, quien el presidente Millard Fillmore nombró secretario de Estado. Cuando Webster murió en octubre de 1852, Fillmore nombró a Everett, aparentemente a pedido de Webster, para servir como su sucesor durante los restantes meses de su administración. En este cargo, Everett redactó la carta oficial que acompañó a la expedición de Matthew C. Perry a Japón, revocó la afirmación de Webster de negar la soberanía peruana sobre las islas Lobos de Afuera y la isla Lobos de Tierra (ricas en guano) y se negó a involucrar a los Estados Unidos en un acuerdo con el Reino Unido y Francia para garantizar el control español de Cuba. Aunque afirmó que el gobierno de Fillmore no tenía interés en anexarse a Cuba, dejó claro que Estados Unidos no quería excluir la opción al participar en una alianza esencialmente política, y reforzó la idea de que Estados Unidos consideraba a Cuba como su preocupación y no como una cuestión de interferencia exterior.

#### Senador
Mientras aún se desempeñaba como secretario de Estado, los líderes Whig de Massachusetts se le acercaron para postularlo para el Senado de los Estados Unidos. Fue elegido por la legislatura estatal y asumió el cargo el 4 de marzo de 1853. En el Senado integró el comité de relaciones exteriores y el comité de territorios. Se opuso a la extensión de la esclavitud en los territorios occidentales, pero le preocupaba que la postura de línea dura del Free Soil Party resultara en la desunión. También se opuso a la Ley de Kansas-Nebraska de 1854, que permitía a los territorios elegir si permitir la esclavitud por voto popular. Debido a su salud, no pudo votar en contra del proyecto de ley, abandonando la cámara durante un debate que duró toda la noche. Esto enfureció a los intereses antiesclavistas de Massachusetts. Tras las críticas y su mal estado de salud, presentó su renuncia el 12 de mayo de 1854, sin poder finalizar su período de seis años.

### Últimos años y fallecimiento
Para las elecciones presidenciales de 1860, un grupo de ex-whigs conservadores organizó el Partido de la Unión Constitucional, que reivindicó como su único principio la preservación de la Unión. Los partidarios de Everett presentaron su nombre como candidato a presidente, pero el partido terminó nominando a John C. Bell como presidente y a Everett para vicepresidente. La fórmula recibió solo 39 votos electorales, todos de los estados del sur.
En noviembre de 1863, cuando se realizó la Dedicatoria del Cementerio Nacional de los Soldados en la ciudad de Gettysburg (Pensilvania), Everett, por entonces ampliamente reconocido como el mejor orador del país, fue invitado a ser el orador principal. En su discurso formal de dos horas comparó la Batalla de Gettysburg con batallas de la antigüedad como Maratón, y habló sobre cómo los bandos opuestos en guerras civiles anteriores (como la Guerra de las Dos Rosas y la Guerra de los Treinta Años) pudieron reconciliar sus diferencias después. El discurso de Everett fue seguido por el ahora mucho más famoso discurso de Gettysburg del presidente Abraham Lincoln, que duró apenas dos minutos. En las elecciones presidenciales de 1864, Everett apoyó a Lincoln, desempeñándose como elector presidencial de Massachusetts para los republicanos.
El 9 de enero de 1865, habló en una reunión pública en Boston para recaudar fondos para los pobres del sur en Savannah En esa reunión se resfrió, lo que exacerbó cuatro días después al declarar durante tres horas en una disputa civil sobre propiedad que poseía en Winchester (Massachusetts). Murió en Boston el 15 de enero y fue enterrado en el cementerio Mount Auburn en Cambridge (Massachusetts).

## Homenajes

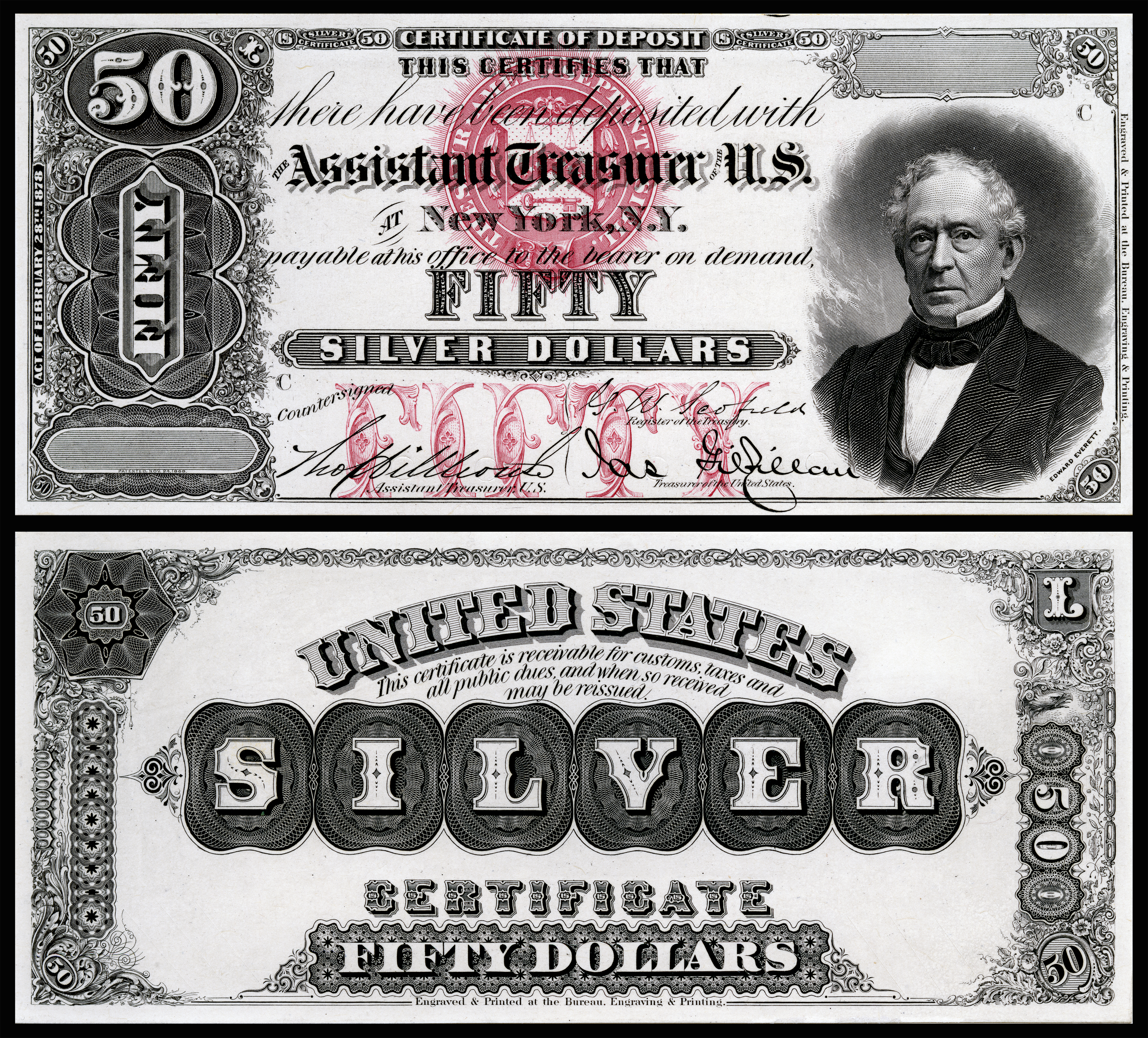
Billete de 50 dólares estadounidenses de 1878 con su imagen.

La plaza Edward Everett, cerca de su lugar de nacimiento en Dorchester, lleva su nombre. También hay un marcador cerca de donde estaba su lugar de nacimiento, y una estatua. El nombre de Everett aparece en la fachada del Edificio McKim de la Biblioteca Pública de Boston, que ayudó a fundar, y durante doce años fue presidente de su junta directiva. Su nombre también se le dio a su sobrino, Edward Everett Hale, así como al nieto de Hale, el actor Edward Everett Horton.
Everett (Massachusetts), fue nombrado en su honor, al igual que la ciudad de Everett (Pensilvania), y el Monte Everett en el oeste de Massachusetts. Las escuelas primarias en Dorchester y de Lincoln (Nebraska) llevan su nombre, al igual que una escuela en St. Cloud (Minnesota), que fue demolida en 1887.
Fue incluido en los billetes de cincuenta dólares estadounidenses, en la serie de plata emitidas en 1878, 1880 y 1891.

## Publicaciones
- Everett, Edward (1814). A Defence of Christianity Against the Works of George B. English. Boston: Hilliard and Metcalf. OCLC 2541810.
- Everett, Edward (1820). An Account of Some Greek Manuscripts, Procured at Constantinople in 1819 and now Belonging to the Library of the University at Cambridge. Memoirs of the American Academy of Arts and Sciences.
- Everett, Edward (1853). Orations and Speeches on Various Occasions, Volume 1. Boston: Little, Brown. OCLC 10559911.
- Everett, Edward (1850). Orations and Speeches on Various Occasions, Volume 2. Boston: Little, Brown. OCLC 457720654.
- Everett, Edward (1859). Orations and Speeches on Various Occasions, Volume 3. Boston: Little, Brown. OCLC 703424239.
- Everett, Edward (1868). Orations and Speeches on Various Occasions, Volume 4. Boston: Little, Brown. OCLC 703424868.
- Everett, Edward (1860). The Life of George Washington. New York: Sheldon and Company. OCLC 682585.